# Across the Lake
Across the Lake (conocida en España como A través del lago) es una película del género drama de 1988, dirigida por Tony Maylam, escrita por Roger Milner, musicalizada por Maureen Darbishire, Richard G. Mitchell y Brian Wade, en la fotografía estuvo Andrew Dunn, los protagonistas son Phyllis Calvert, Richenda Carey y Jonathan Elsom, entre otros. El filme se estrenó el 4 de septiembre de 1988.

## Sinopsis
Este largometraje da a conocer los últimos dos meses en la vida de Donald Campbell, que en 1967, chocó su hidroplano "The Bluebird" cuando pretendía superar las trescientas millas por hora en Coniston Water.